# Секст Атий Субуран Емилиан
Секст Атий Субуран Емилиан (на латински: Sextus Attius Suburanus Aemilianus) e сенатор и преториански префект на Римската империя през 1 и 2 век по времето на император Траян.
Произлиза от фамилия на конници и служи като префект на конническа войска в Испания. Става прокуратор на Юдея и Галия Белгика. Той придружава Траян в пътуванията му за инспекция.
От 98 до 101 г. той е преториански префект. Император Траян го приема в сената. През 101 г. Емилиан е суфектконсул на мястото на император Траян заедно с Квинт Артикулей Пет. През 104 г. е редовен консул заедно с Марк Азиний Марцел.